# هوگو اکیتیکه
هوگو اکیتیکه (انگلیسی: Hugo Ekitike؛ زادهٔ ۲۰ ژوئن ۲۰۰۲) بازیکن فوتبال اهل فرانسه است که در پست مهاجم برای باشگاه لیورپول در لیگ برتر انگلستان بازی می‌کند.
اکیتیکه دوران حرفه‌ای خود را در ۱۸ سالگی با استاد رنس آغاز کرد و قبل از اینکه در سال ۲۰۲۰ به تیم بزرگسالان دعوت شود، برای تیم ذخیره‌های آنها بازی می‌کرد. بین سال‌های ۲۰۲۱ و ۲۰۲۲ اکیتیکه به صورت قرضی در باشگاه‌های وایله بولدکلاب و پاری سن ژرمن بازی کرد و با این تیم‌ها قهرمان لیگ ۱ شد و در لیگ قهرمانان اروپا حضور یافت. قرارداد قرضی او در سال ۲۰۲۳ به انتقال دائمی تبدیل شد، با این حال او تنها یک بار به عنوان بازیکن دائمی در لیگ به میدان رفت.
اکیتیکه در آوریل ۲۰۲۴ به صورت قرضی به آینتراخت فرانکفورت فرستاده شد و اواخر همان سال به صورت دائمی به این باشگاه پیوست. در طول اولین فصل کامل خود در آینتراخت، اکیتیکه در ۳۳ بازی لیگ ۱۵ گل به ثمر رساند، در بوندس‌لیگا هفتم شد و در تیم منتخب فصل ۲۰۲۴–۲۵ بوندس‌لیگا قرار گرفت. در ژوئیهٔ ۲۰۲۵، لیورپول با مبلغ گزارش شده ۸۰ میلیون یورو (۶۹ میلیون پوند) اکیتیکه را به خدمت گرفت
اکیتیکه به عنوان بازیکن تیم ملی جوانان فرانسه، برای تیم‌های زیر ۲۰ سال و زیر ۲۱ سال این کشور بازی کرده است.